# نمره دوازده
نمره دوازده، روستایی از توابع بخش مرکزی شهرستان هفتکل در استان خوزستان ایران است.

مردم این روستا از طایفه بابادی ایل بختیاری می باشند

## جمعیت
این روستا در دهستان گزین قرار دارد و براساس سرشماری مرکز آمار ایران در سال ۱۳۸۵، جمعیت آن ۵۲ نفر (۹خانوار) بوده‌است.که از طایفه بابادی تیره میرقائد می باشند